# 張慎儀
張慎儀（1846年—1921年），字淑威，號𥴨園，又號芋圃，晚年又號𡳅叟，四川成都人，原籍江蘇陽湖。部分著述彙刊為《𥴨園叢書》。其中除《續方言新校補》、《方言別錄》外，尚有《蜀方言》、《詩經異文補釋》、《廣釋親》、《𡳅叟摭筆》、《今悔庵詩》，《今悔庵文》、《今悔庵詞》等，未刊稿有《爾雅雙聲迭韻譜》、《忍默宦尺牘》等若干種．已佚。